# Oreodera mageia
Oreodera mageia är en skalbaggsart som beskrevs av Martins, Galileo, Tavakilian, Galileo och Tavakilian 2008. Oreodera mageia ingår i släktet Oreodera och familjen långhorningar. Inga underarter finns listade i Catalogue of Life.